# Aeschynomene grandistipulata
Aeschynomene grandistipulata är en ärtväxtart som beskrevs av Hermann August Theodor Harms. Aeschynomene grandistipulata ingår i släktet Aeschynomene och familjen ärtväxter. Inga underarter finns listade i Catalogue of Life.